# Бродско-Посавска
Бродско-Посавска, Бродско-Посавинская жупания (хорв. Brodsko-posavska županija) — жупания на северо-востоке Хорватии. Территория жупании вытянута полосой вдоль левого берега реки Сава, в историческом регионе, известном, как Посавина. Административный центр жупании — город Славонски-Брод.

## География
Площадь жупании — 2030 км². На западе граничит с жупанией Сисачко-Мославачка, на востоке — с Вуковарско-Сриемска, на севере — с Пожешко-Славонска и на северо-востоке — с Осьечко-Бараньска. На юге жупания граничит с Боснией и Герцеговиной (граница проходит по Саве). В южной части, прилегающей к Саве, территория жупании низменна, на севере есть горы, самая высокая из которых — Псунь. Почвы плодородные.

## Население
В соответствии с данными переписи 2001 года, на территории жупании проживало 172 993 человек. Национальный состав населения жупании: 94 % хорваты, 3 % сербы, 0,3 % цыгане, 0,21 % боснийцы, 0,18 % украинцы, 0,16 % албанцы.

## Административное деление
В административном отношении жупания делится на 28 муниципальных образования (2 города, 26 общин):
- Город Славонски-Брод, столица жупании, население 64 000 человек
- Город Нова-Градишка, 35 400 человек
- Община Бебрина
- Община Бродски Ступник
- Община Буковле
- Община Черник
- Община Давор
- Община Доньи Андриевцы
- Община Драгалич
- Община Гарчин
- Община Горнья Врба
- Община Горньи Богичевцы
- Община Грудинцы
- Община Клакар
- Община Нова-Капела
- Община Окучани
- Община Оприсавцы
- Община Ориовац
- Община Подцркавлье
- Община Решетари
- Община Сибинь
- Община Сикиревцы
- Община Славонски Шамац
- Община Стара Градишка
- Община Старо Петрово Село
- Община Велика Копаница
- Община Врбье
- Община Врполье